# Johan Lefrén
Johan Peter Lefrén, född 17 februari 1784 i Åbo, död 9 januari 1862 i Stockholm, var en svensk militär, militärteoretiker och riksdagsman. Han var son till Lars Olofsson Lefrén och bror till Carl Adolf af Lefrén.

## Biografi
Under nästan hela 1800-talet dominerades svensk krigsvetenskap och officersutbildning av Lefrén och Johan August Hazelius. Lefrén tog officersexamen vid Karlberg 1802 och varvade sedan befattningar vid truppförband med mer administrativa sysslor. Han blev löjtnant vid Fältmätningskåren 1806 och deltog 1807 i kårens första geodetiska arbete, triangelmätningen mellan Uppsala och Stockholm, bevistade finska kriget, var generalkvartermätstare vid västra armén 1811–1814, blev major vid Ingenjörkåren 1812, bevistade norska fälttåget 1814 och utförde därunder vikta kartarbeten, väg- och magasinsanläggningar.
År 1814 blev han överstelöjtnant i armén, blev 1821 tillförordnad och från 1824 till 1839 ordinarie guvernör för Krigsakademien vid Karlberg. År 1826 blev han generalmajor, chef för Ingenjörkåren 1837, generallöjtnant i armen 1843, tillförordnad president i Krigskollegium 1844. Åren 1847–1856 var Lefrén generalbefälhavare i 4:e militärdistriktet, 1852–1857 överkommendant för Stockholms garnison och från 1860 general av infanteriet.
Från 1811 undervisade Lefrén i taktik och strategi vid den då upprättade gemensamma undervisningsanstalten för Fortifikations- och Fältmätningskårerna. Han var ledamot av en rad militära utredningar: från kommissionen om rikets undervisningsverk 1825–1828 till kommissionen angående försvaret av Stockholm och Mälardalen 1856–1857. Han ledde även generalmönstringar vid olika arméförband. Han var under åren 1854–1856 ordförande i Militärsällskapet i Stockholm. Han var ledamot i Götiska förbundet och stod även Manhemsförbundet nära.
Lefrén erhöll 1818 adlig värdighet och adlades på ättenummer 2275 men slöt själv sin ätt. Lefrén deltog vid riksdagarna 1823–1860 som riksdagsman för ridderskapet och adeln. Lefrén var en förespråkare för ståndsriksdagens avskaffande, men motsatte sig allmänna val. Istället lade han vid 1834 års riksdag fram ett förslag om ett tvåkammarsystem, baserat på val inom de fyra stånden, till vilket han ansåg skulle läggas ett femte, bestående av ofrälse, förut orepresenterade ståndspersoner. Realisations- och myntfrågorna intresserade Lefrén, och han var en flitig pådrivare för införandet av decimalsystemet.
Hans inflytande över officersutbildningen under 1800-talets första hälft kan knappast överskattas. I sitt försvarspolitiska tänkande ville han släppa fokus på centralförsvar vid Karlsborgs fästning. Istället ville han ha ångdrivna skärgårdsfartyg. Han lyfte särskilt fram Vauban, Montalembert och Carnot. Hans föreläsningar utgavs i tre band, Föredragningar i krigsvetenskap (1817–1818). Lefrén invaldes 1828 som ledamot nummer 418 av Kungliga Vetenskapsakademien och var också ledamot av Krigsvetenskapsakademien samt Örlogsmannasällskapet. Som tecknare är han representerad vid bland annat Lunds universitetsbibliotek och Nationalmuseum i Stockholm.
Lefrén är begravd på Solna kyrkogård.

## Utmärkelser

### Svenska utmärkelser
- Riddare av Svärdsorden, 3 augusti 1814 [7]
- Kommendör av Svärdsorden, 24 juni 1832
- Kommendör med stora korset av Svärdsorden, 1 december 1839
- Riddare och Kommendör av Kungl. Maj:ts Orden (Serafimerorden), 26 juni 1850
- Karl Johansmedaljen – 1854

### Utländska utmärkelser
- Storkors av Dannebrogorden, 11 juli 1848

## Galleri

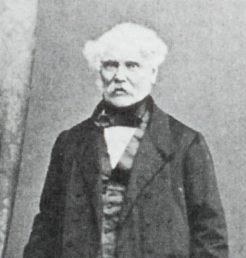
Johan Lefrén, 1861
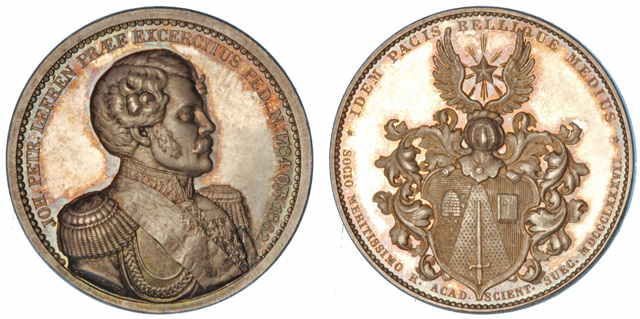
Medalj slagen till Lefréns ära av Kungliga Vetenskapsakademien, 1887